# Edmond Jakob de Rothschild
 Abraham Edmond Benjamin James de Rothschild (Pariz, 19. kolovoza 1845. – Pariz, 2. studenog 1934.), francuski poduzetnik i filantrop iz francuske grane bogate bankarske obitelji Rothschild. Od 1882. godine bio je žestoki pristalica cionizma te je pomogao europskim Židovima u naseljavanju prostora današnjeg Izraela i Palestine.

## Životopis
Rodio se kao najmlađe od petero djece i najmlađi od četvero sinova u obitelji baruna Jakoba Mayera Rothschilda (1792. – 1868.) i Betty Salomon von Rothschild (1805. – 1886.) iz austrijske loze obitelji.
Nije se previše bavio bankarskim poslovima, ali je razvijao interese za umjetnost i filantropiju te je bio promicatelj znanosti i osnivač nekolicine istraživačkih instituta, a podupirao je i arheološka istraživanja u Egiptu, Siriji i Palestini. Sakupio je golemu kolekciju crteža i gravura, koju je poklonio Louvreu.
Godine 1877. oženio je Adelheidu von Rothschild, kćerku Wilhelma Carla von Rothschilda iz napuljskog ogranka dinastije Rothschild, s kojom je imao troje djece:
- James Armand Edmond (1878. – 1957.)
- Maurice Edmond Karl (1881. – 1957.)
- Miriam Caroline Alexandrine (1884. – 1965.)